# Utricularia chiribiquetensis
Utricularia chiribiquetensis är en tätörtsväxtart som beskrevs av Ferndndez-perez. Utricularia chiribiquetensis ingår i släktet bläddror, och familjen tätörtsväxter. Inga underarter finns listade i Catalogue of Life.